# Quadrio (famiglia)

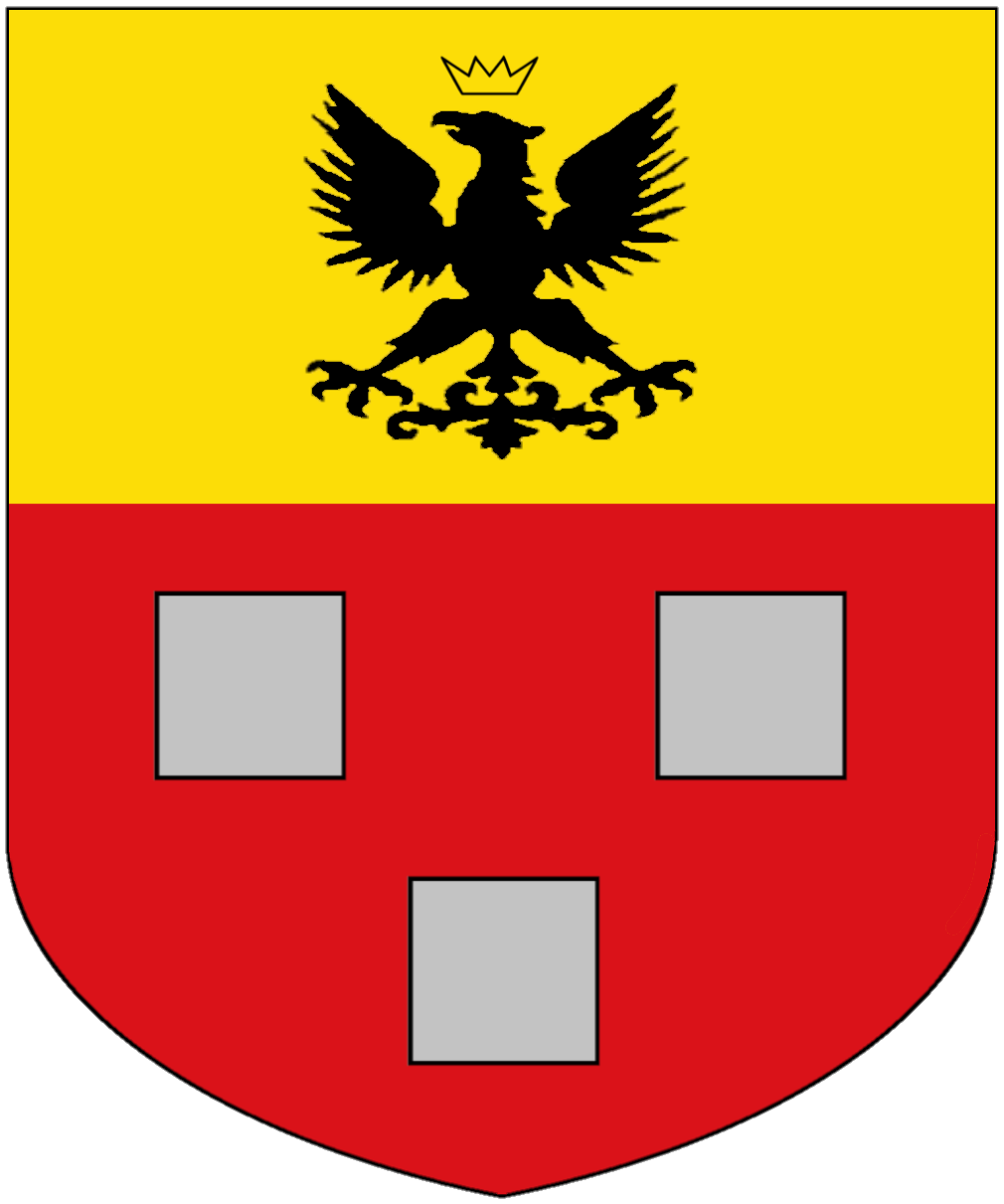
Stemma araldico della famiglia Quadrio.

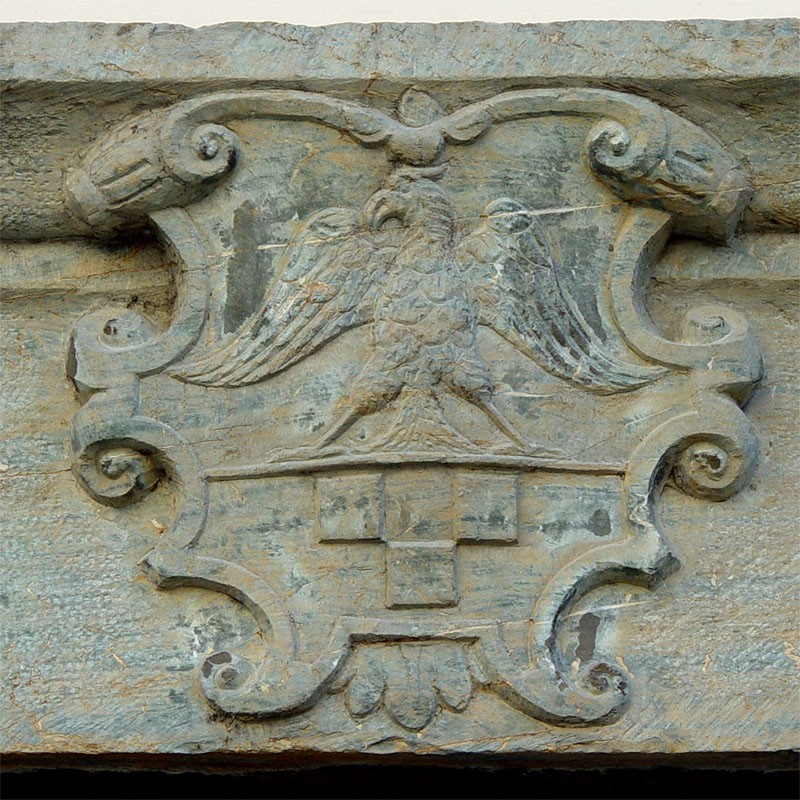
Stemma della famiglia Quadrio con aquila imperiale ad indicare la fede ghibellina.

Quadrio, o Quadri è un'antica famiglia della nobiltà di Como. 

## Storia
Nel XIII secolo, in seguito alla sconfitta di Como e del Barbarossa da parte della Lega Lombarda, si trasferì in Valtellina, dove ricoprì ruoli sempre di primo piano in campo politico, militare ed ecclesiastico, e in anni più recenti economico ed imprenditoriale. Altri rami si trasferirono nell'attuale Canton Ticino, dove sono attestati per lo più come Quadri.
La prima attestazione di un membro di questo casato si trova nel 1083: tra i vicini di Lenno o dell'Isola Comacina compare Olricus Quadra.